# 塔瑪拉·武契奇
塔瑪拉·武契奇（Tamara Vučić，婚前姓：杜卡諾維奇，1981年4月11日—）是塞尔维亚第一夫人和总统亞歷山大·武契奇的第二任妻子。武契奇毕业于贝尔格莱德大学的语文学系并成为一位记者。2010年，她开始在塞尔维亚外交部工作。

## 資料來源
1. ↑  “Taking pride in representing your country and promoting its intangible cultural heritage | Interview with the Spouse of the President of the Republic of Serbia Mrs. Tamara Vučić” （页面存档备份，存于） The Forbes Woman [29-01-2021]